# Qué guapa estás
«Qué guapa estás» es una rumba compuesta en 1975 por el letrista y músico Juan Bautista. Esta es una popular canción española que tuvo mucho éxito en el siglo XX interpretada por el famoso cantante Manolo Escobar. En los años 1970 esta canción fue muy popular en todo el país.